# Титов, Николай Сергеевич (советский государственный деятель)
Николай Сергеевич Титов (1913 — ?) — советский государственный деятель, председатель Запорожского облисполкома (1950).

## Биография
- 1943—1944 гг. — председатель исполнительного комитета Пологовского районного Совета (Запорожская область),
- 1944—1948 гг. — первый секретарь Гуляй-Польского районного комитета КП(б) Украины (Запорожская область),
- 1950 г . — председатель исполнительного комитета Запорожского областного Совета.